# Medicinal Research Reviews
Medicinal Research Reviews, abgekürzt Med. Res. Rev., ist eine wissenschaftliche Fachzeitschrift, die vom Wiley-Blackwell-Verlag veröffentlicht wird. Die Zeitschrift erscheint derzeit mit sechs Ausgaben im Jahr. Es werden Übersichtsarbeiten veröffentlicht, die sich mit der Pathophysiologie und Behandlung wichtiger Erkrankungen beschäftigen.
Der Impact Factor lag im Jahr 2014 bei 8,431. Nach der Statistik des ISI Web of Knowledge wird das Journal mit diesem Impact Factor in der Kategorie medizinischer Chemie an zweiter Stelle von 59 Zeitschriften und in der Kategorie Pharmakologie und Pharmazie an achter Stelle von 254 Zeitschriften geführt.